# Edmund Hillary
Sir Edmund Hillary (Auckland, 20. srpnja 1919. – 11. siječnja 2008.), novozelandski planinar. 
Zajedno sa Sherpom Tenzing Norgay uspio se 29. svibnja 1953. kao prvi čovjek popeti na Mount Everest, najvišu planinu svijeta.
Rođen je kao drugo od troje djece i pohađao je školu u Aucklandu. Kao dijete je učio planinarenje. Dvije godine je pohađao fakultet Auckland, prije negoli je postao pčelar kao njegov otac. Za vrijeme 2. svjetskog rata bio je Navigator u "Royal New Zealand Air Force". 1948. popeo se s Harry Ayres na Mount Cook prvi put preko južne strane.
Hillary je 1951. bio dio neuspješne novozelandske Everest-Ekspedicije. Dana 29. svibnja 1953., uspjeli on i Sherpa Tenzing Norgay prvi put se popeti na vrh 8844 m visokog Mount Everesta (Tschomolungma). Nekoliko mjeseci kasnije kraljica Elizabeta II. Ujedinjenog Kraljevstva dodjeljuje mu titulu viteza (Sir). Na daljnjim ekspadicijama 1950-ih i 1960-ih godina popeo se još na razne vrhove Himalaje. Kao dio jedne Trans-Antarktis-Ekspedicije stiže u siječnju 1958. na Južni pol nešto prije Vivian Fuchsa, i time postiže treću ekspediciju na pol nakon Roald Amundsena i Robert Falcon Scotta. 
Godine 1975. smrtno stradaju njegova supruga Louise i kćer Belinda u nesreći aviona u blizini Katmandua (Nepal). Hillary se vjenča 1989. drugi put za June Mulgrew, udovicom jednog prijateljskog planinara. 1995. primljen je u Hosenbandorden.
Hillary je osnovao „Himalayan Trust“ radi potpore nepalskih Sherpa. Pomoću „Himalayan Trust“-a su počele izgradnje škola i bolnica u tom području. Hillary smatra tu pomoć kao svoje najveće životno postignuće.